# Germigny-des-Prés
Germigny-des-Prés (francoska izgovorjava: [ʒɛʁmiɲi de pʁe]) je občina v departmaju Loiret v severni osrednji Franciji.

## Geografija
Kraj je na desnem bregu Loare med Châteauneuf-sur-Loire na zahodu in Saint-Benoît-sur-Loire na vzhodu. V severni občini se reka Bonnée izliva v Loaro.
Germigny-des-Prés je podeželska občina, saj spada med občine z nizko ali zelo nizko gostoto v smislu mreže gostote občin INSEE. Poleg tega je občina del območja privlačnosti Orléansa.
Župnija Germigny je pridobila status občine z odlokom državnega zbora z dne 12. novembra 1789, nato pa status »komune« v smislu sedanje teritorialne uprave z odlokom Državne konvencije z dne 10. brumairskega leta II (31. oktober 1793). Šele z zakonom z dne 5. aprila 1884 o občinski ureditvi pa je bila opredeljena enotna pravna ureditev za vse občine v Franciji, izhodišče za postopno afirmacijo občin pred centralno oblastjo. Leta 2020 je imela občina 727 prebivalcev. Razvoj števila prebivalcev je znan iz popisov prebivalstva, izvedenih v občini od leta 1793. Za občino je bil prvi izčrpen popis v okviru novega sistema izveden leta 2007.

## Zgodovina
Leta 788 Catalogus abbatum Floriacensium (nekakšen popis blaga iz samostana Fleury, kot vir SS_15,1 št. 500) prvič omenja villo Germaniacus. Iz tega se je hitro razvil karolinški kraljevi dvor. Vladarji Zahodnofrankovskega kraljestva so se tam leta 843 sestali na sinodi (MGH Conc. III, 001). V letih 854 in 856 je tu bival zahodnofrankovski kralj Karel Plešasti, da bi podpisal darovne listine za samostana Montolieu in Saint-Riquier in Germiniaco palatio (DD_Charles_II, 166 + 183).

## Predromanska cerkev
Cerkev Germigny-des-Prés (ali oratorij Germigny-des-Prés, Teodulfova kapela) je predromanska, karolinška cerkvena stavba. Dokončana leta 806 je ena najstarejših ohranjenih cerkva v Franciji. Cerkev je ustanovil Teodulf Orléanski. Njena arhitektura je temeljila na Palatinski kapeli Karla Velikega v Aachnu. Prvotno osrednjo stavbo v obliki grškega križa so v srednjem veku razširili z ladjo (zahodno apsido so morali podreti).
- Cerkev Germigny-des-Prés
- Tloris cerkve
- Mozaik v vzhodni apsidi cerkve Germigny-des-Prés
- Romanski krstilni kamen v opatijski cerkvi

Posebno zanimiv je mozaik na vzhodni strani. Predstavlja dva angela in v sredini skrinjo zaveze. Mozaik v bizantinskem slogu, edinstven severno od Alp, je bil med francosko revolucijo prebarvan in ponovno odkrit šele pozneje.